# میگوی قهوه‌ای
میگوی قهوه‌ای(نام علمی: Crangon crangon) نام یک گونه از سرده میگوی قهوه‌ای است.